# 铜梁龙城天街站
铜梁龍城天街站位于重庆市铜梁区，是重庆轨道交通璧铜线的一座地上站，车站编号BT/02。

## 结构
铜梁龍城天街为高架三層側式車站，地面層為出入口，地上二層站廳，地上三層為月台層。

## 出入口
铜梁龍城天街站共设有5个出入口。
| 出入口   | 出入口 | 位置 | 目的地 |
| -------- | ------ | ---- | ------ |
|          |        |      |        |
| 出口 · 2 |        |      |        |
| 出口 · 3 |        |      |        |
| 出口 · 4 |        |      |        |
| 出口 · 5 |        |      |        |

## 接驳公交
102路、103路、104路、105路、109路、113路